# 제4회 사람사는세상영화제
제4회 사람사는세상영화제는 2017년 11월 9일에 열린 시상식이다.

## 수상 및 후보

### 대상
- 미열 - 박선주 수상

### 최우수상
- 오제이티 - 최수진 수상

### 우수상
- 이웃에 방해가 되지 않는 선 - 신지훈 수상

### 심사위원특별상
- 의자 위 여자 - 이용녀 수상

### 사람상
- 택시운전사 - 김사복 수상

### 세상상
- 공범자들 - 최승호 수상

### 초청작
- 겨울형제 - 흘리뉘르 팔메이슨
- 굴 공장 - 소다 카즈히로
- 더 굿 포스트맨 - 토니슬라브 흐리스토프
- 반 고흐 인 차이나 - 유해파
- 암드 위드 페이스 - 지타 갠브히르 외 1명
- 오키나와 그 후 - 존 준커먼
- 헌법: 증오에 대한 러브스토리 - 라즈코 그릭
- 마이엄마 - 임준현
- 미스 프레지던트 - 김재환
- 저수지 게임 - 최진성
- 카운터스 - 이일하
- 앤트로포이드 - 숀 엘리스
- 엘비스와 대통령 - 리자 존슨
- 체 게바라 : 뉴맨 - 트리스탄 바우에르
- 산티아고에 비가 내린다 - 헬비오 소토
- 알제리 전투 - 질로 폰테코르보
- 일본패망하루전 - 하라다 마사토
- 노무현입니다 - 이창재
- 무현, 두 도시 이야기 - 전인환
- 변호인

### 포커스 한국단편
- 고백 - 김우현
- 방구의 무게 - 박단비
- 의자 위 여자 - 박준영
- 가해자 - 김현일
- 동백꽃이 피면 - 심혜정
- 그리고 화가는 빛을 만났다. - 백승우
- 예술의 전당 - 이준섭
- 기쁜 우리 젊은 밤 - 김은성
- 걸스온탑 - 구교환 외 1명
- 밝은세상놀이 - 김유리
- 누렁이들 - 가성문
- 주우와 한별 - 정해성
- 장례난민 - 한가람
- 미열 - 박선주
- 이웃에 방해가 되지 않는 선 - 신지훈
- 오제이티 - 최수진
- 야간근무 - 김정은
- 별이 빛나는 밤에 - 장유빈
- 마이 케미컬 러브 - 문인수
- 미씽 - 김민경